# Eupithecia monticolens
Eupithecia monticolens là một loài bướm đêm trong họ Geometridae.